# جون جي. كوبيرن
جون جي. كوبيرن (بالإنجليزية: John G. Coburn)‏ هو عسكري أمريكي، ولد في 9 أكتوبر 1941 في فيرجينيا الغربية في الولايات المتحدة.